# بيل هوغ
بيل هوغ (بالإنجليزية: Bill Hogg)‏ هو لاعب كرة قاعدة أمريكي، ولد في 11 سبتمبر 1881 في بورت هورون في الولايات المتحدة، وتوفي في 8 ديسمبر 1909 في نيو أورلينز في الولايات المتحدة.

## وصلات خارجية
- بيل هوغ على موقعبيزبول رفرنس.كوم (الدوري الرئيسي) (الإنجليزية)
- بيل هوغ على موقعبيزبول رفرنس.كوم (الدوري الثانوي) (الإنجليزية)